# Amphiroa capensis
Amphiroa capensis Areschoug, 1852 é o nome botânico de uma espécie de algas vermelhas pluricelulares do gênero Amphiroa.
- Algas marinhas encontradas em São Tomé e Príncipe e África do Sul.

## Sinonímia
Não apresenta sinônimos.